# 가와사키시 간이숙박소 화재
가와사키시 간이숙박소 화재(일본어: 川崎市簡易宿泊所火災)는 2015년 5월 17일 새벽 2시 10분께 가나가와현 가와사키시 가와사키구에서 일어난 숙박 화재이다. 해당 시의 소방본부 보고서에 따르면, 방화에 의한 범행으로 추정되는 화재 사고인 것으로 결론지어진 상태이다. 또한 전소된 면적은 약 1,000 평방미터(0.1 ha)인 것으로 추정된다.

## 개요
해당 화재 사건이 발생된 가와사키 간이숙박소 화재의 여파로 인해 11명이 숨지고 17명이 다친 것으로 집계되어 있다. 그러나, 해당 숙박 시설인 요시다야(吉田屋)에서 일어난 화재가 인근의 다른 간이숙박소 1개동으로 옮아가게 되자 결국 간이숙박소 2개동 모두 전소되었으며, 전소된 간이숙박소는 지상 3층 규모의 목조 건축물로 구성되어 있다. 그래서 해당 화재가 일어난 간이숙박소는 하나의 방을 여러명이 나누어서 이용되어 있는 저가형 숙박 시설 특색을 가진 간이숙박소는 법률상 스프링클러 및 실내 소화전 설치 의무가 보편화되어 있지 못하게 하는 구조를 가지고 있기 때문이다. 그리고 해당 화재 발생 당일에는 문제의 해당 업소들을 중심으로 관련 장비가 거의 설치되어 있지 않았다고 일본방송협회(NHK)가 전한 것으로 보인다.

## 화재의 영향
해당 화재가 일어난 간이숙소의 경우, 자녀와 별거하고 있는 60~80대의 고령층 어르신 분들이 대다수여서, 과거 자녀와 함께 동거하기가 싫어져서 거리낌, 폐 따위를 끼쳐질 것으로 보이게 되는 등 나홀로 어르신들에 대한 생활 복지에 대한 문제가 사각지대로 남아 있게 되면서, 집을 잃은 투숙객들 대다수는 생활 보호를 받고 있다는 점을 이유로, 해당 아파트의 입주 대상이 거부당하였기 때문이기도 하는 등 일본의 노인 빈곤율은 24%로 OECD 평균치의 2배를 넘나들 정도여서 화재로 당한 이들 중 단카이 세대 출신자도 일부 포함되어 있을 가능성이 있기 때문이다.

## 같이 보기
- 가부키초 빌딩 화재 - 이와 마찬가지의 원인은 방화에 의해 일으킨 것으로 추정되었으며, 진상 불명.
- 종로 고시원 화재 - 난로 취급 부주의에 의한 화재
- 종로 여관 방화 사건 - 가부키초 빌딩 화재와 마찬가지로 방화에 의한 것으로 풀이됨.
- 거성관 화재
- 후쿠야마 호텔 화재
- 뉴남산호텔 화재

## 참고

### 인용
1. ↑  “화재에 취약한 日 저가 숙박업소에 큰 불…20여명 사상”. 연합뉴스. 2015년 5월 17일. 2020년 10월 14일에 확인함.
2. ↑  “[특파원 레이더] 하루 2만 원 쪽방건물에 불…빈곤 노인들의 최후”. MBC. 2015년 5월 19일. 2020년 10월 14일에 확인함.
3. ↑  “川崎簡宿火災は放火　ガソリンか　成分確認消防調 査”. 가나가와 신문. 2016년 2월 2일. 2016년 2월 6일에 원본 문서에서 보존된 문서. 2020년 4월 12일에 확인함.